# François de Neufville de Villeroy
Pour les articles homonymes, voir Neuville et Villeroy.
François de Neufville, marquis, puis 2e duc de Villeroy et pair de France (de 1675 à 1694), né le 7 avril 1644 à Lyon et mort le 18 juillet 1730 à Paris, est un militaire français. Il est élevé à la dignité de maréchal de France au printemps 1693. Profondément présomptueux, il se révèle incapable de commander en chef. Dès lors, sa carrière militaire n'est qu'une accumulation de désastres comme au siège de Namur de 1695, à la bataille de Chiari en 1701, et en particulier à la bataille de Ramillies, en 1706, qui met à nu son ineptie. Il est également responsable du désastreux bombardement de Bruxelles en 1695. 
Il est chef du conseil royal des Finances et ministre d'État sous Louis XIV (1714), puis chef du Conseil de finances et membre du conseil de Régence (1715), et chef du conseil du Commerce (1716). Présentant peu de dispositions pour ces emplois, il n'y figure qu'à titre honorifique. De 1717 à 1722, il exerce jalousement les fonctions de gouverneur de Louis XV. Obstacle à la politique du Régent et du cardinal Dubois, il est exilé dans le Lyonnais de 1722 à 1724.

## Biographie

### Origines et jeunesse
Il naît à Lyon le 7 avril 1644. Marquis de Villeroy, il est le fils de Nicolas V de Neufville de Villeroy, 1er duc de Villeroy, pair et maréchal de France ; et de Madeleine de Blanchefort de Créquy de Lesdiguières  (fille du maréchal Charles I, lui-même arrière-petit-fils de Jean VIII).
François est élevé à la cour de France. Il est un ami d'enfance du roi Louis XIV, dont son père est le gouverneur . Il joue avec le roi, souvent en compagnie de sa propre sœur Catherine et du prince Philippe (frère de Louis XIV). Les enfants partagent leur temps entre le Palais-Royal et l'hôtel de Villeroy, distants de 500 mètres. François et le roi sont amis malgré une différence d'âge de six ans ; on peut supposer que Louis XIV aime à protéger plus jeune que lui. Le roi va garder de l'affection pour François et lui passer souvent ses défauts et son insuffisance. Villeroy saura conserver la faveur royale, malgré ses nombreux échecs militaires.
Courtisan accompli, homme de belle prestance et de grand air, d'une élégance recherchée, expert en intrigues galantes, il a beaucoup de succès auprès des femmes, qui l'appellent « le Charmant ».

### Débuts à l'armée
Le 18 janvier 1664, à 19 ans, il est nommé colonel du régiment de Lyonnais,, régiment d'infanterie que lui lègue son père. Il fait ses premières armes en Hongrie , dans la quatrième guerre austro-turque. Le 1er août, à la bataille de Saint-Gothard, il a le bras transpercé d'une flèche . Il est nommé brigadier en 1672. Il est promu maréchal de camp en 1674. Cette année-là, il fait preuve de vaillance au siège de Besançon et à la bataille de Seneffe. En 1675, son père se démet de son duché-pairie en sa faveur. En 1677, il devient lieutenant-général. Durant toute cette période, il se comporte bravement au combat, mais sans éclat particulier . En 1683, il cède le régiment de Lyonnais à son fils Louis Nicolas.
Son père meurt en 1685. François devient, en survivance, gouverneur du Lyonnais, Forez et Beaujolais. En 1688, il emménage comme locataire à l'hôtel Salé, rue de Thorigny. Le 31 décembre, il est fait chevalier de l'ordre du Saint-Esprit.

### Maréchal de France
Le 27 mars 1693, il est élevé à la dignité de maréchal de France. En avril, il est fait chevalier de l'ordre royal et militaire de Saint-Louis. En 1694, il transmet le duché-pairie à son fils Louis Nicolas. Le 1er février 1695, il est pourvu de la charge de capitaine des gardes du corps, qui appartenait au maréchal de Luxembourg, mort le mois précédent.

Le 20 avril, il reçoit son bâton de maréchal en remplaçant Luxembourg à la tête de l'armée des Pays-Bas. Il se porte au secours du maréchal de Boufflers, assiégé dans Namur par Guillaume III. Le siège est couvert par le prince de Vaudémont. Les forces françaises étant tellement supérieures et celles de Vaudémont tellement mal postées, il paraît évident que Villeroy va écraser Vaudémont . Mais il manœuvre si maladroitement qu'il permet à Vaudémont de faire retraite en toute sécurité. Puis, au lieu de marcher sur Namur pour en faire lever le siège, il se porte sur Bruxelles, dont il ordonne l'inutile bombardement,. Il stationne ensuite un mois durant à Gembloux, sans se préoccuper de délivrer Namur . Plusieurs vaudevilles se moquent alors de ses inactions dont celui-ci : 
Quand Charles VII, contre l'Anglais,

N'avais plus d'espérance,

De Jeanne d'Arc Dieu fit le choix,

Ne t'embarrasse pas, grand roi !

Cent fois plus sûre qu'elle,

Dans le fourreau de Villeroy

Il est une pucelle.
Les avis sont partagés sur les raisons de l'inaction française lors de la retraite de Vaudémont. Certains, comme Armand de Saint-Hilaire, chargent Villeroy, le commandant en chef. Pour d'autres, comme Saint-Simon, le responsable est le duc du Maine, fils préféré de Louis XIV, qui commande l'aile gauche. Il est chargé de retarder la retraite pour donner au reste de l'armée le temps d'arriver. Les mauvaises langues l'accusent d'« incapacité » et de « couardise ». Si l'on en croit Saint-Simon, il se trouve comme paralysé et incapable d'engager l'action, malgré les ordres réitérés de Villeroy. 
En courtisan avisé, Villeroy se garde bien d'en informer le roi . Louis XIV finit par l'apprendre par un autre canal. Il est reconnaissant à Villeroy d'avoir pris sur lui. Madame de Maintenon lui en manifeste également beaucoup de gratitude. Dès lors, dit Saint-Simon, sa faveur devient « éclatante ». Les mieux en cour le jalousent, et même les ministres le craignent .
Villeroy commande l'armée des Pays-Bas jusqu'à la paix de Ryswick, en 1697, sans parvenir à se racheter. Chef de guerre aussi présomptueux qu'incapable, il va accumuler les désastres militaires sans jamais perdre de sa superbe. Son incurie lui vaut d'être « chamarré » de bons mots et de chansons .
Durant la guerre de Succession d'Espagne, en 1701, il reçoit le commandement de l'armée d'Allemagne. En août, il est envoyé en Italie en remplacement de Catinat. Refusant d'écouter les avis de ses généraux, il essuie une défaite humiliante devant le prince Eugène à Chiari . En février 1702, à la bataille de Crémone, il est fait prisonnier par Pierre de Guethem, suscitant l'ironie des chansonniers :
Français, rendez grâce à Bellone,

Votre bonheur est sans égal :

Vous avez conservé Crémone

Et perdu votre général.
Détenu à Innsbruck, puis à Graz, il est de retour en France en novembre. En 1703, il reçoit le commandement de l'armée de Flandre, conjointement avec le maréchal de Boufflers.
En 1706, face au duc de Marlborough, il méprise une nouvelle fois l'avis de ses généraux, et provoque l'effarant désastre de Ramillies, qui a pour conséquence l'abandon de plus de douze places du Brabant et de la Flandre . Dans cette journée qui mit à nu son ineptie, il refuse de donner sa démission : Louis XIV est contraint de l'en implorer longuement,, ce qui vaut au maréchal de tomber « dans la plus profonde disgrâce ». C'est le terme de sa carrière militaire . Il est déchu non seulement du commandement des armées, mais de sa faveur auprès du roi. « L'abattement, dit Saint-Simon, l'embarras succéda aux grands airs et au son des grands mots […] Son humiliation était marquée dans toute sa contenance ; ce n'était plus qu'un vieux ballon ridé, dont tout l'air qui l'enflait était sorti. » On ne le voit plus guère à la cour, où le roi ne lui adresse plus la parole. En 1708, il se démet de sa charge de capitaine des gardes du corps en faveur de son fils Louis Nicolas.
Son incompétence se fait alors connaitre dans une chanson :
La prudence de Villeroy,

A sauvé le royaume,

Il a fort bien servi le roi,

Mais c'est le roi Guillaume.

Villeroy, Villeroy

A fort bien servi le roi,

Guillaume.

Il eût par un combat fatal,

Bien fait voir qui nous sommes;

Mais par malheur ce général

N'avait que cent mille hommes.

Villeroy, Villeroy

A fort bien servi le roi,

Guillaume.

### Ministre d'État
En 1712, par l'intercession de madame de Maintenon qui cherche à égayer les vieux jours du souverain, Villeroy retrouve la faveur royale. Le 2 septembre 1714, Louis XIV le nomme chef du conseil royal des Finances,, et le 18 septembre le déclare ministre d'État. Le pauvre maréchal ne brille guère au Conseil d'État. Couvé comme un enfant par le roi, il opine très « pauvrement », demande des choses très « étranges », fait preuve d'« ignorance » et d'« ineptie ». Villeroy ne cesse d'étonner ses contemporains : il a un « grand usage de la cour et du commandement des armées », il est chargé d'affaires de l'État, il a la confiance du roi, et avec tout cela il ne sait jamais ce qu'il dit, ni même ce qu'il veut dire.
La même année, il obtient  que Louis XIV, dans son testament, l'institue gouverneur de son arrière-petit-fils et successeur, le futur Louis XV,.
Selon Saint-Simon, Villeroy livre avec contrepartie le contenu du codicille du roi au duc d'Orléans, codicille contraire à ce dernier ,. Cette indélicatesse aurait permis à Philippe d'Orléans de prendre des dispositions pour s'assurer de la régence.

### Membre du conseil de Régence

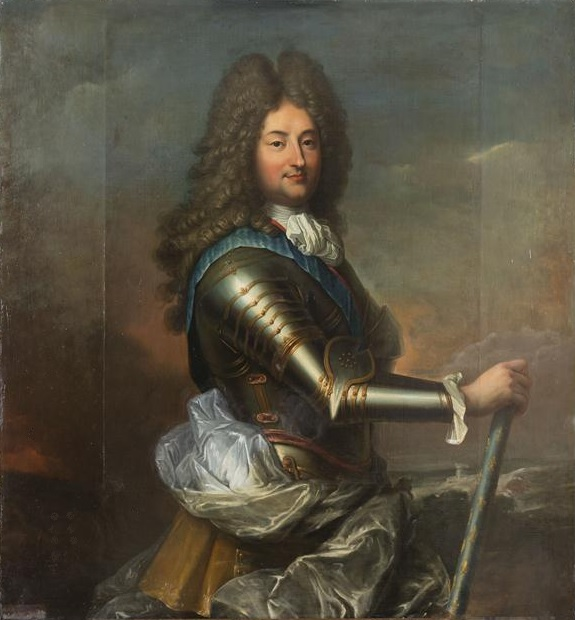
Philippe d'Orléans devient régent en 1715.

Louis XIV meurt le 1er septembre 1715. Villeroy est récompensé par le Régent. Le 2 septembre, puis au lit de justice du 12, il est confirmé par arrêt dans sa charge de gouverneur de Louis XV. Dans le cadre du nouveau système de la polysynodie, il devient chef du conseil de finances, « mais sans s'en mêler directement », pas plus qu'il ne le faisait précédemment. Il n'est chef « que de nom ». Le duc de Noailles, qui a le titre de président, dirige en fait ce conseil. Villeroy devient en outre membre du conseil de Régence. Là encore, il ne figure qu'à titre honorifique. Il se contente de faire preuve de « cette profonde nullité que ne ren[d] que plus apparente un air de grandeur et d'autorité ». Il ne prend pas encore ses fonctions de gouverneur du roi. Louis XV, âgé de cinq ans, se trouve toujours « entre les mains des femmes » : il est toujours confié à la duchesse de Ventadour, gouvernante des enfants de France. Le 14 décembre 1716, le Régent établit un conseil du Commerce, dont Villeroy est le chef honorifique.

### Gouverneur de Louis XV

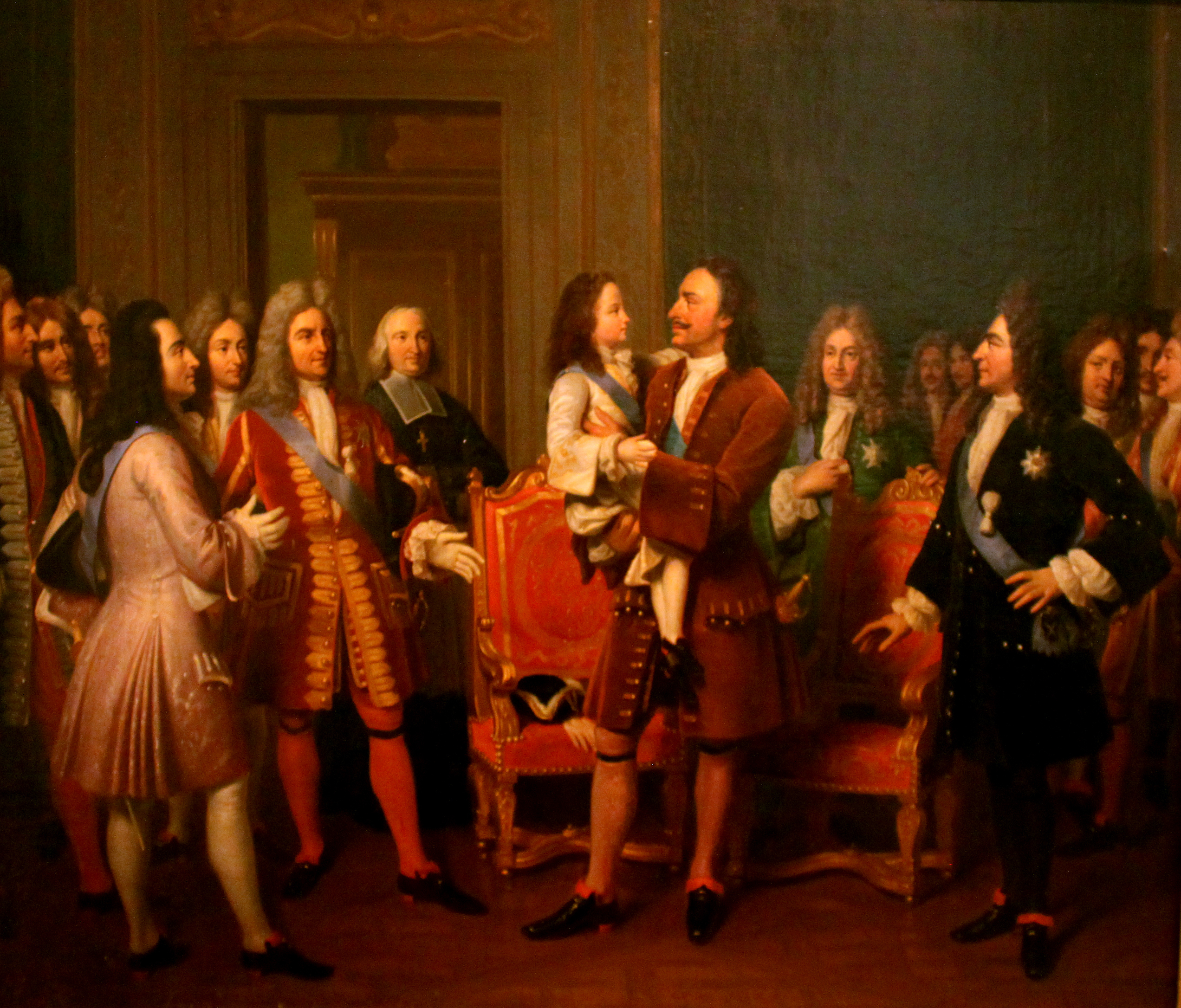
10 mai 1717. rend visite à Pierre le Grand à l'hôtel de Lesdiguières. Le tsar tient l'enfant dans ses bras. Villeroy serait le personnage de face, à gauche, en habit rouge

Le 15 février 1717, jour de son septième anniversaire, Louis XV passe « entre les mains des hommes ». Ce n'est que ce jour-là que le maréchal de Villeroy entre en fonctions. Il a bientôt 73 ans. C'est lui désormais qui sert le roi à table. Propriétaire depuis l'année précédente de l'hôtel de Lesdiguières, il préfère être logé aux Tuileries, dans l'ancien appartement de la reine Marie-Thérèse, contigu de celui de Louis XV.
Le jeune roi trouve dans Villeroy « un gouverneur exigeant, jaloux et parfois peu éclairé », qui donne à son enseignement « un tour trop réglé, trop strict, inhumain et monotone ». Il surveille son pupille « comme on épie un prisonnier ». Il lui enseigne l'étiquette. Il lui fait adopter un comportement majestueux et hautain dans ses apparitions en public. Beaucourt reconnaît les fruits de l'éducation dispensée par Villeroy dans les défauts de Louis XV : frivole, glorieux, égoïste, insouciant, timide, taciturne.
« Jaloux de son autorité, gonflé de son importance », Villeroy veille « avec une sollicitude inquiète » sur le jeune roi, ne permet pas qu'on l'approche de trop près, l'entretient dans la crainte perpétuelle d'un empoisonnement. Il enferme les mouchoirs, le pain et le beurre de l'enfant dans une armoire. Il en porte la clef sur lui, jour et nuit, « avec le même soin et bien plus d'apparat que le garde des Sceaux celle de la cassette qui les renferme, ». Cette affectation lui permet d'alimenter la rumeur selon laquelle le Régent voudrait empoisonner le roi — et de se poser lui-même en seul rempart contre ce projet.

### Hostilité au Régent
« La tête lui tourna, dit Saint-Simon : il se crut le père, le protecteur du roi, l'ange tutélaire de la France, et l'homme unique en devoir et en situation de faire en tout contre au Régent. » Il traite le Régent avec hauteur. Il ne tolère pas que celui-ci voie le jeune Louis XV seul à seul, ni même qu'il lui parle à voix basse. Le Régent néglige de s'en formaliser.

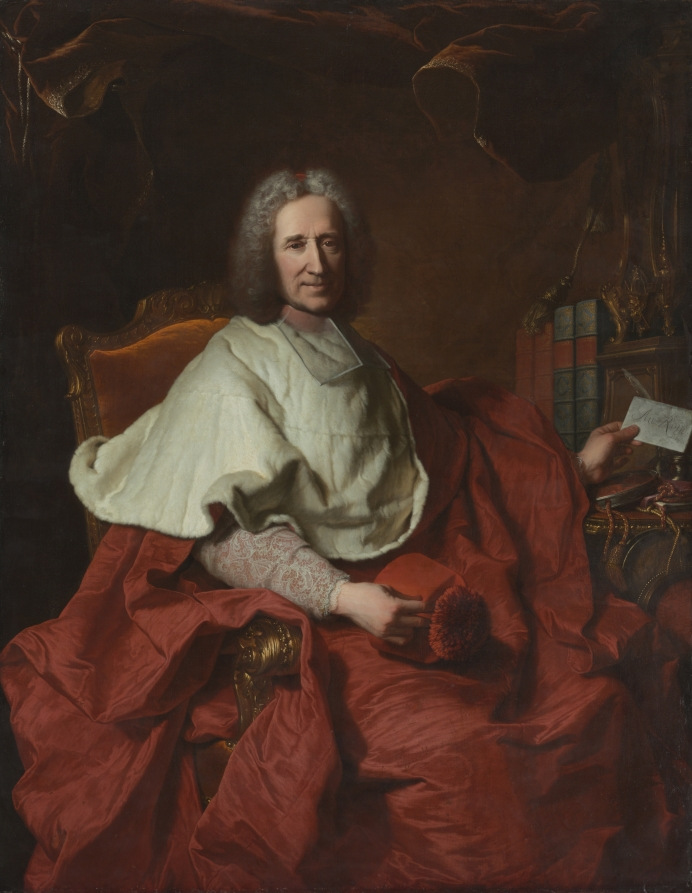
Le cardinal Dubois, par Hyacinthe Rigaud.

En 1717, en pleine minorité, paraissent les Mémoires du cardinal de Retz, qui excitent les esprits par le rappel des troubles d'une autre minorité, celle de Louis XIV. Villeroy veut « faire le singe » du duc de Beaufort, il se prend pour un nouveau « Roi des Halles ». Pour supplanter le Régent et « faire en France le premier personnage », il s'imagine disposer d'atouts : la faveur que Louis XIV lui a témoignée, son crédit auprès du parlement, l'attachement des troupes qu'il a longtemps commandées, son fils capitaine des gardes du corps, sa place de gouverneur du roi,, son autorité despotique sur le Lyonnais…
Il se montre « en toutes choses opposé au Régent ». Celui-ci cherche à le gagner en flattant sa vanité. Il n'y arrive pas. Villeroy a été du parti de madame de Maintenon, et par conséquent il fut et reste de celui du duc du Maine. Il ne cesse de mettre des bâtons dans les roues de la politique monétaire. Il œuvre à s'attacher le peuple et le parlement de Paris : il se déclare opposé à tout ce que le parlement rechigne à enregistrer. En 1718, le Régent apprend que se tiennent chez Villeroy des assemblées secrètes avec le duc du Maine. En 1719, après la découverte de la conspiration de Cellamare et l'arrestation du duc du Maine, Villeroy craint d'être arrêté à son tour ,. On le voit alors « tremblant, petit, respectueux, souple ».
Le Régent se fatigue « des minuties et des puérilités du gouverneur ». Il est horripilé par cet histrion « insupportable ». Dès la fin 1719, il dit que ce n'est « plus tenable », et veut l'écarter. Mais il ne le fait pas.
Le 15 juin 1722, lorsque Louis XV s'établit à Versailles, Villeroy le suit. Il est logé au château. Louis XV aura treize ans — l'âge de sa majorité — l'année suivante, en février 1723. Il devient temps, pour le Régent et pour le cardinal Dubois, que le roi soit initié aux affaires sans la présence inopportune d'un Villeroy, « personnage dangereux pour le Régent, car il s'oppos[e] de toutes ses forces aux projets politiques que celui-ci caress[e] à l'approche de la majorité royale ». Le principal conseiller du Régent, le tout-puissant cardinal Dubois, secrétaire d'État aux Affaires étrangères et surintendant des Postes, sait que le maréchal le méprise profondément. Et il redoute les conséquences du tapage épouvantable que ne manquerait pas de déclencher Villeroy le jour où lui, Dubois, réussirait à se faire nommer premier ministre. Mais le Régent diffère toujours de chasser l'« insupportable gêneur », le « second roi de France ». Désespérant d'en être débarrassé, Dubois tente de le gagner. Il fait ménager une tentative de réconciliation entre le maréchal et lui-même par un ami commun, le cardinal de Bissy.
L'entrevue débute par des gracieusetés. Puis elle tourne au vinaigre. Cédant à son tempérament, Villeroy se répand en sanglantes injures et en menaces, et met Dubois au défi de le faire arrêter. Le Régent estime que c'en est trop. Il accepte qu'un piège soit tendu à Villeroy : l'outrecuidance prévisible de ce dernier servira de prétexte à une réaction offensée du Régent.

### Exil dans le Lyonnais
Le 10 août 1722, ayant pris toutes dispositions pour l'arrestation, le Régent sollicite du jeune roi un entretien en tête-en-tête. Villeroy s'y oppose farouchement, prétendant que sa charge lui impose de ne jamais quitter le roi et d'entendre tout ce qui peut lui être dit. Le jour même, il est arrêté, jeté dans un carrosse, expédié sur sa terre de Villeroy. Le 16 août, il est exilé à Neuville, près de Lyon . Louis XV montre beaucoup de peine, « non pas, dit Jean-Christian Petitfils, parce qu'il aim[e] le « vieux radoteur », tatillon et sentencieux, mais parce que ce changement, qui bouscul[e] ses habitudes, s'[est] fait une nouvelle fois sans son consentement ». Dès le 16 février 1723, jour de sa majorité, Louis XV confirme l'exil de Villeroy. Dubois et le duc d'Orléans meurent cette année-là.

### Retour en grâce et dernières années
En 1724, l'exil de Villeroy prend fin. Il revient de temps à autre se montrer à la cour. Il obtiendra d'être nommé « protecteur » de l'Académie des sciences, belles-lettres et arts de Lyon. Il meurt en son hôtel de Lesdiguières à Paris, le 18 juillet 1730, à 86 ans. Son corps est porté à Neuville, son cœur à Villeroy, et ses entrailles sont gardées à Saint-Paul, sa paroisse parisienne. On peut lire dans un acte paroissial de la ville de Mennecy : "Le corps a été porté le vingt deux à l'église royale et paroissiale de Saint Paul sa paroisse d'où après une haute messe chantée il a été porté le même jour à l'église de Saint Pierre de Mennecy Villeroy pour y être gardé en dépost".

## Mariage et descendance
Il épouse le 28 mars 1662 Marie-Marguerite de Cossé-Brissac (1648-1708). Le couple a sept enfants :
- Louis Nicolas (1663-1734), 3e duc de Villeroy (en 1694[14]), qui épouse Marguerite Le Tellier de Louvois, fille de Louvois[90] ;
- François-Catherine, dit « le Chevalier de Villeroy », lieutenant de roi au gouvernement du Lyonnais, mort en combat naval en 1700 ;
- Camille, mort jeune en 1671 ;
- Madeleine Thérèse (1666-1723), religieuse, puis supérieure des carmélites de Lyon ;
- Françoise Madeleine, qui épouse João de Sousa, comte de Prado (elle meurt en 1730) ;
- Catherine Anne (1674-1715), religieuse, puis supérieure de Notre-Dame du Calvaire de Paris ;
- François Paul (1677-1731), archevêque de Lyon (en 1714)[91].

## Portrait
« Le témoignage des contemporains, dit Sevelinges, est unanime sur la personne du maréchal de Villeroy. À la cour de Louis XIV, il ne s'était fait remarquer que par ses intrigues, son indiscrétion et sa frivolité ; il n'avait porté à la guerre que la plus ridicule présomption et la plus honteuse nullité ; dans les conseils, qu'une arrogance égale à son ineptie ; dans l'éducation de Louis XV, qu'un mélange d'orgueil et de bassesse . »

« C'était, dit Saint-Simon, un grand homme bien fait avec un visage fort agréable, fort vigoureux, sain, qui sans s'incommoder faisait tout ce qu'il voulait de son corps […] Toute sa vie nourri et vivant dans le plus grand monde […] galant de profession, parfaitement au fait des intrigues galantes de la cour et de la ville, dont il savait amuser le roi, qu'il connaissait à fond, et des faiblesses duquel il sut profiter […] Il était magnifique en tout, fort noble dans toutes ses manières […] point méchant gratuitement, tout le langage et les façons d'un grand seigneur et d'un homme pétri de la cour ; glorieux à l'excès par nature, bas aussi à l'excès pour peu qu'il en eût besoin, et à l'égard du roi et de Mme de Maintenon valet à tout faire […] C'était un homme fait exprès pour présider un bal, pour être le juge d'un carrousel, et, s'il avait eu de la voix, pour chanter à l'opéra les rôles de roi et de héros, fort propre encore à donner les modes, et à rien du tout au-delà […] Sa politesse avait une hauteur qui repoussait, et ses manières étaient par elles-mêmes insultantes quand il se croyait affranchi de la politesse par le caractère des gens. Aussi était-ce l'homme du monde le moins aimé, et dont le commerce était le plus insupportable, parce qu'on [n']y trouvait qu'un tissu de fatuité, de recherche et d'applaudissement de soi […] Nulle lecture, nulle instruction, ignorance crasse sur tout, plates plaisanteries, force vent et parfait vide. Il traitait avec l'empire le plus dur les personnes de sa dépendance […] Enfin la fausseté, et la plus grande, et la plus pleine opinion de soi en tout genre mettent la dernière main à la perfection de ce trop véritable tableau. »

« C'était, dit encore Saint-Simon, un homme qui n'avait point de sens, et qui n'avait d'esprit que celui que lui en avait donné l'usage du grand monde, au milieu duquel il était né et avait passé une très longue vie. » Le mémorialiste considère le maréchal comme un « homme sans tête et sans courage d'esprit ». Il voit « piaffer et se panader ce personnage de théâtre et de carrousel », dont le génie ne va pas « au-delà de la fatuité continuellement arrêtée par la crainte ».
Voltaire rapporte un mot de Louis XIV : « On se déchaîne contre lui parce qu'il est mon favori. » C'est la seule fois de sa vie où Louis XIV emploie le terme de favori. Voltaire se montre plus indulgent que Saint-Simon : « C'était un homme d'une figure agréable et imposante, très brave, très honnête homme, bon ami, vrai dans la société, magnifique en tout. Mais ses ennemis disaient qu'il était plus occupé, étant général d'armée, de l'honneur et du plaisir de commander, que des desseins d'un grand capitaine. Ils lui reprochaient un attachement à ses opinions qui ne déférait aux avis de personne. »

## Armoiries
| Blason | Blasonnement : D'azur au chevron d'or, accompagné de trois croisettes ancrées du même. |

## Dans les arts

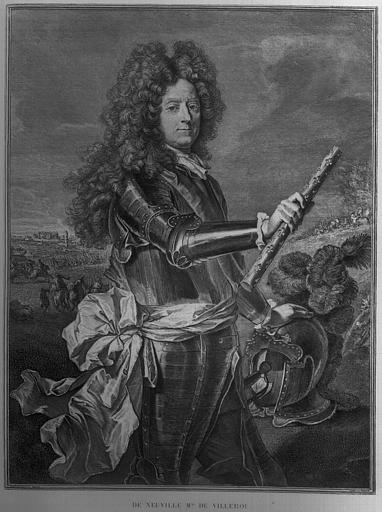
François de Neufville, maréchal de Villeroy. Gravure d'après un tableau d'Hyacinthe Rigaud.

- Le portrait de Ménippe dans Les Caractères (1688) de La Bruyère est inspiré du maréchal de Villeroy. Ménippe est un vaniteux qui n'est préoccupé que de sa personne. C'est un « oiseau paré de divers plumages qui ne sont pas à lui » : il ne sait ni parler ni sentir ; il se contente de répéter les discours des autres, d'exprimer leurs goûts, en croyant qu'ils sont les siens[96].
- En 1698, Hyacinthe Rigaud peint le portrait en pied de Villeroy. On ignore les dimensions de la toile, tout comme sa localisation actuelle[97].
- En 1712, Gérard Edelinck exécute une gravure d'après le tableau de Rigaud[98].
- Le maréchal est représenté sur une gravure de Jean-Baptiste Scotin[99].
- En 1834, à la demande de Louis-Philippe, Alexandre-François Caminade peint un portrait en pied de Villeroy. Il se trouve actuellement au rectorat de l'université de Strasbourg[100].
- En 1838, à la demande de Louis-Philippe, Louise Marie-Jeanne Hersent représente Louis XV rendant visite à Pierre le Grand à l'hôtel de Lesdiguières, le 10 mai 1717. Le tsar tient l'enfant dans ses bras. On suppose que le personnage de gauche, en habit rouge, est Villeroy[52].
- La sauce Villeroy, autrefois appelée « sauce perdue », est dédiée au maréchal[101].
- En 1975, le maréchal de Villeroy apparaît sous les traits de l'acteur Alfred Adam dans le film de Bertrand Tavernier, Que la fête commence.... Il y est dépeint comme un personnage totalement dénué de culture et d'intelligence, suspicieux à l'extrême, et traité par le Régent de « maréchal de dernier ordre ».
- Dans le film L'Échange des princesses (2017), il est joué par Patrick Descamps.

#### Bases de données et dictionnaires
- Ressource relative à la recherche :   - Persée
- Notices dans des dictionnaires ou encyclopédies généralistes :   - Britannica
  - Deutsche Biographie
  - Enciclopedia De Agostini
  - Gran Enciclopèdia Catalana
  - Treccani
- Notices d'autorité :   - VIAF
  - ISNI
  - BnF (données)
  - IdRef
  - LCCN
  - GND
  - Pays-Bas
  - Pologne
  - NUKAT
  - Australie
  - Tchéquie
  - WorldCat